# Prazdnik Neptuna
Prazdnik Neptuna (Праздник Нептуна) è un film del 1986 diretto da Jurij Mamin.

## Trama
Il film racconta il direttore della casa della cultura, che il 1 gennaio ha in programma di organizzare la Festa di Nettuno, alla quale dovrebbero prendere parte 150 "trichechi".